# Circuit bending

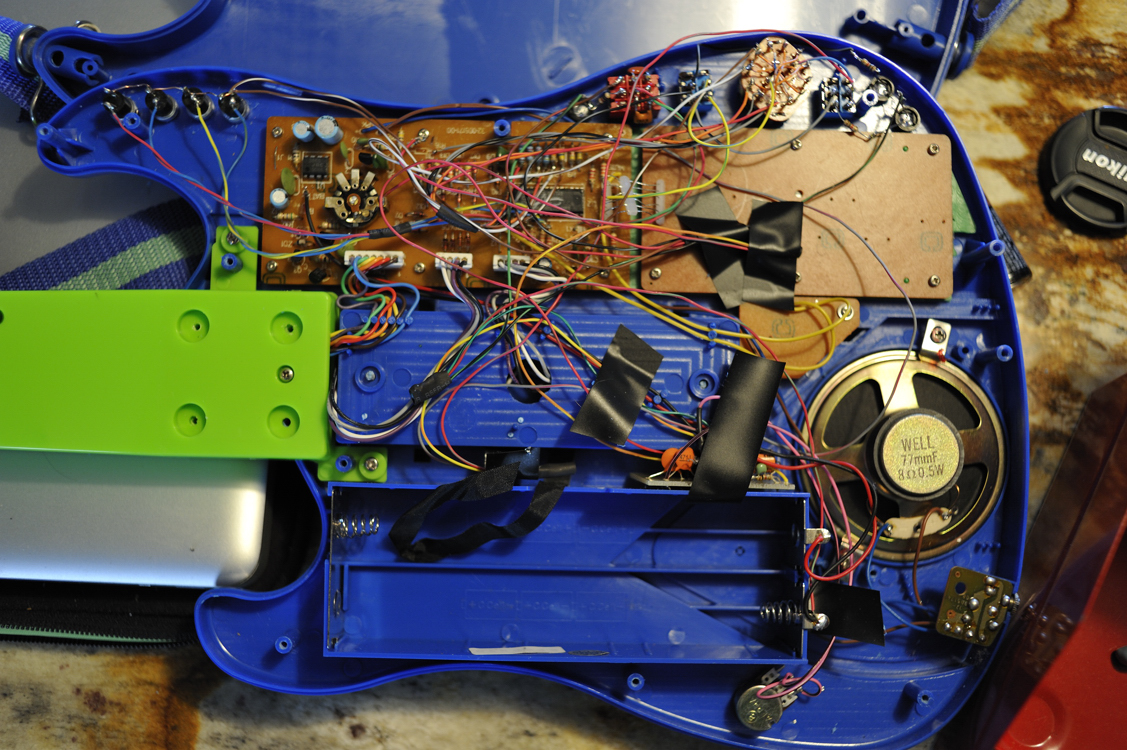
Une guitare Kawasaki (jouet) de 1989 utilisée dans un projet de circuit bending.

Le circuit bending désigne l'activité qui consiste à court-circuiter de façon volontaire des instruments de musique électroniques de faible tension électrique, fonctionnant sur piles (jouets pour enfants munis de haut-parleur, effets pour guitare, petits synthétiseurs) de façon à créer de nouveaux générateurs de sons. Mettant en avant la spontanéité et le côté aléatoire des modifications, le circuit bending est communément associé à la musique bruitiste. Ce processus appartient au mouvement plus large appelé Glitch art.

## Principe
Le circuit bending consiste à démonter un appareil électronique, et à connecter deux parties du circuit entre elles avec du fil. Les résultats sont appréciés en temps réel à travers le haut-parleur de l'objet ou en connectant un amplificateur sur la sortie audio. Si un effet intéressant est trouvé, la connexion est marquée sur le circuit afin d'y souder des fils reliés entre eux par un interrupteur qui permet d'enclencher l'effet. Des composants tels que des résistances ou des condensateurs peuvent être ajoutés afin de modifier la sonorité. Ce processus est ensuite répété.
D'autres composants peuvent améliorer l'utilisation de l'appareil bendé : potentiomètres, photorésistances, capteurs de pression, etc. Les divers types d'interrupteurs et de potentiomètres, fixés à l'extérieur du boîtier de l'appareil bendé, sont souvent issus de la récupération et donnent au circuit bending une certaine dimension créative et esthétique. La chance est un élément clé dans la pratique du circuit bending[réf. nécessaire], et il existe un risque que certains court-circuits grillent l'appareil. Avec l'expérience, les amateurs éclairés identifient avec une certaine précision les endroits où réaliser les court-circuits.

## Histoire
Reed Ghazala invente le terme circuit bending dans les années 1960, bien que des méthodes similaires aient été utilisées auparavant par d'autres musiciens et ingénieurs, il a énormément contribué à la formalisation du circuit bending. L'expérience de Ghazala avec le circuit bending débuta en 1966 quand un jouet se court-circuita par hasard contre un objet métallique dans son tiroir de bureau, émettant alors des bruits peu communs. Il invente le terme de circuit bending et fait connaître le concept et sa pratique à travers ses écrits et son site internet, lui faisant gagner le titre de « père du circuit bending. »
Serge Tcherepnin, concepteur de synthétiseurs modulaires, fait part de ses expériences dans les années 1950 avec une radio à transistor, dans laquelle il trouve des points sensibles sur le circuit qu'il met à profit avec des body contacts (capteurs sensitifs) sur le boîtier. Cette idée est exploitée auparavant par quelques pionniers, notamment Thaddeus Cahill dont le Telharmonium était également sensible au toucher. Depuis 1984, le duo suisse Voice Crack crée de la musique en manipulant des objets électroniques.
Les artistes et groupes utilisant cette technique incluent notamment : Aphex Twin, Devo,, Kraftwerk, et Voice Crack.

## Bends courants
Ces quelques jouets et instruments sont fréquemment utilisés pour le circuit bending en raison de leur bas prix et des résultats qu'ils donnent : La Dictée magique, Le Calcul magique, Casio SK-1, Furby original[réf. nécessaire].